# Fenerbahçe (basquetbol)
|  | Per a altres significats, vegeu «Fenerbahçe (desambiguació)». |

El Fenerbahçe és la secció de basquetbol del Fenerbahçe SK de la ciutat d'Istanbul, Turquia. La temporada 2020-2021 participa en la lliga turca i en l'Eurolliga.

## Història
El club va ser format l'any 2006 com a resultat de la fusió de l'antiga secció de bàsquet del club (que continua existint en categoria femenina) i el club Gençlik ve Spor Kulübü, més conegut pel nom Ülkerspor resultat del patrocini de la companyia de menjars Ülker. El Fenerbahçe ja havia guanyat alguns títols nacionals als anys 50 i 60, però posteriorment passà a un segon pla fins que retornà al camí dels triomfs el 1991.

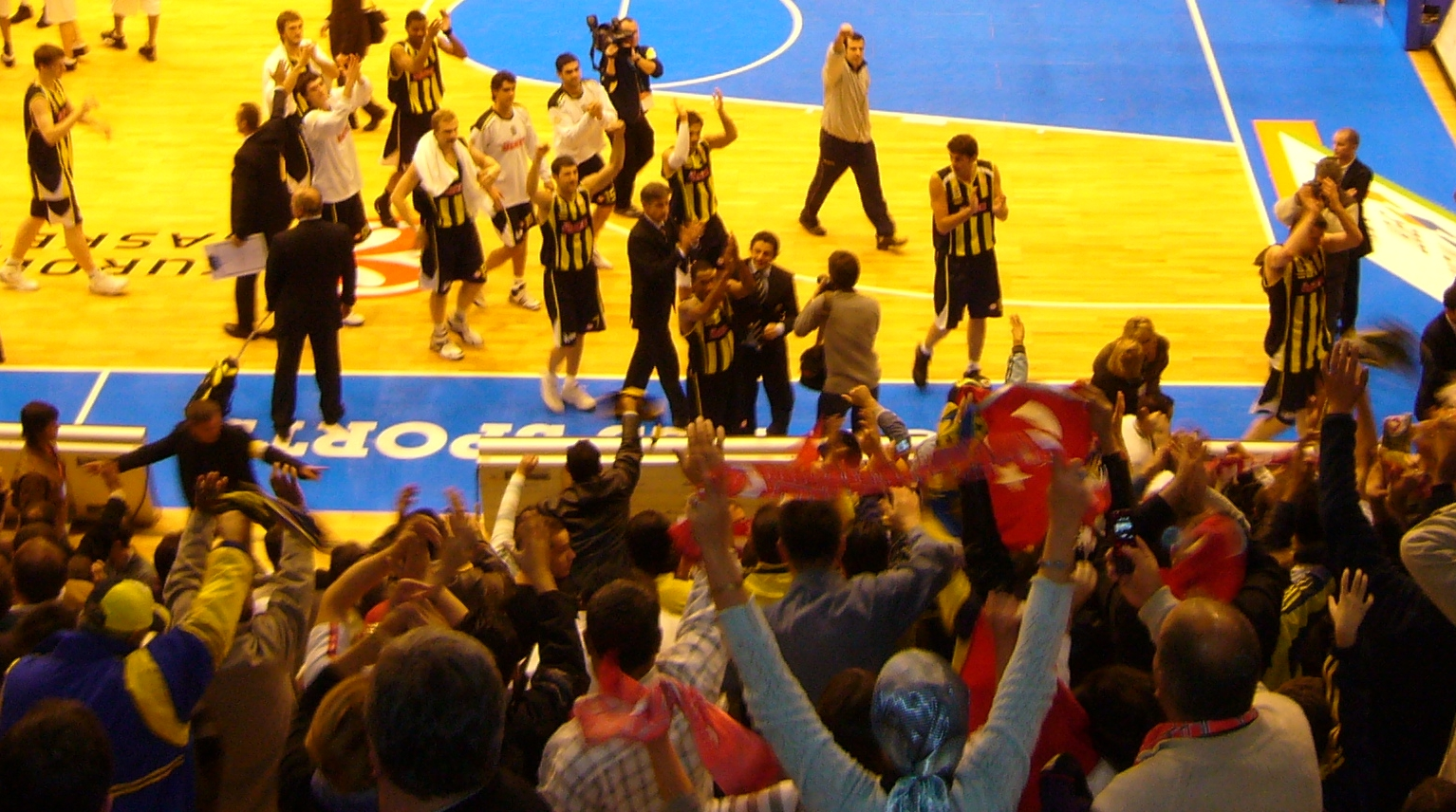
Victòria el 2007-08 en partit d'Eurolliga enfront del Chorale Roanne Basket a França.

La temporada 2015-16 es va proclamar campió de la lliga turca.
La temporada 2016-17 es va proclamar campió de l'Eurolliga de bàsquet derrotant l'Olympiakos BC en la final i de la lliga turca derrotant el Beşiktaş JK.
La secció femenina és un dels principals clubs del país amb èxits nacionals i internacionals.

## Palmarès masculí
- Eurolliga
  - Campions (1): 2016–17
  - Finalistes (2): 2015–16, 2017–18
- Lliga turca
  - Campions (9): 1990–91, 2006–07, 2007–08, 2009–10, 2010–11, 2013–14, 2015–16, 2016–17, 2017–18
  - Finalistes (9): 1967–68, 1969–70, 1970–71, 1982–83, 1984–85, 1992–93, 1994–95, 2008–09, 2018–19
- Copa turca
  - Campions (7): 1966–67, 2009–10, 2010–11, 2012–13, 2016, 2019, 2020
  - Finalistes (4): 1993–94, 1996–97, 1998–99, 2014–15
- Copa presidencial turca
  - Campions (7): 1990, 1991, 1994, 2007, 2013, 2016, 2017
  - Finalistes (7): 1985, 1988, 2008, 2009, 2010, 2011, 2014, 2018, 2019

## Palmarès femení
- Eurolliga femenina
  - Finalistes (3): 2012–13, 2013–14, 2016–17
- FIBA EuroCup
  - Finalistes (1): 2004–05
- Lliga turca
  - Campiones (14): 1998–99, 2001–02, 2003–04, 2005–06, 2006–07, 2007–08, 2008–09, 2009–10, 2010–11, 2011–12, 2012–13, 2015–16, 2017–18, 2018–19
  - Finalistes (9): 1990–91, 1991–92, 1994–95, 1995–96, 1999–00, 2000–01, 2004–05, 2013–14, 2016–17
- Copa turca
  - Campiones (13): 1998–99, 1999–00, 2000–01, 2003–04, 2004–05, 2005–06, 2006–07, 2007–08, 2008–09, 2014–15, 2015–16, 2019, 2020
  - Finalistes (5): 1994–95, 2009–10, 2011–12, 2012–13, 2013–14
- Copa presidencial turca
  - Campiones (12): 1999, 2000, 2001, 2004, 2005, 2007, 2010, 2012, 2013, 2014, 2015, 2019
  - Finalistes (8): 1995, 2002, 2006, 2008, 2009, 2011, 2016, 2017, 2018

## Jugadors destacats

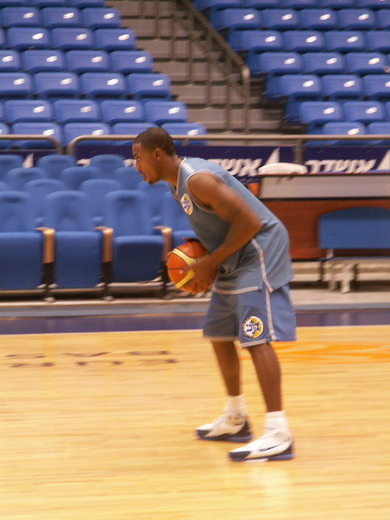
Willie Solomon, del Fenerbahçe Ülker l'any 2007.

| - Mustafa Abi - Serdar Apaydın - Doğuş Balbay - Rasim Başak - Can Bartu - Hüsnü Çakırgil - Nedim Dal - Hakan Demirel - Kemal Dinçer - Zaza Enden - Orhun Ene - Semih Erden - Harun Erdenay - Murat Evliyaoğlu - Ermal Kurtoğlu - İbrahim Kutluay - Ömer Onan - Tamer Oyguç - Asım Pars | - Cenk Renda - Levent Topsakal - Mirsad Türkcan - Oğuz Savaş - Trevor Harvey - Damir Mršić - Žan Tabak - Goran Kalamiza - Kaspars Kambala - Mark Dickel - Marko Milič - Emir Preldžič - Gašper Vidmar - Radisav Ćurčić - Dragan Lukovski - Alexander Lokhmanchuk - Mahmoud Abdul-Rauf - Eddie Basden - Tanoka Beard | - Chris Booker - Adrian Caldwell - Dallas Comegys - Corsley Edwards - Sylvester Gray - Joe Ira Clark - Keith Jennings - Bernard King - Conrad McRae - Kevin Rankin - Larry Richard - Marc Salyers - Jeff Sanders - Mitch Smith - Will Solomon - Jarod Stevenson - Henry Turner - Tyson Wheeler - Rickie O'Neal Winslow |  |